# André Pieyre de Mandiargues
André Pieyre de Mandiargues (n. París, 14 de marzo de 1909, † París, 13 de diciembre de 1991), fue un novelista, poeta, dramaturgo y ensayista francés, cercano al grupo surrealista. Obtuvo el Premio Goncourt en 1967 por su novela La Marge (Al margen).

## Vida y obra
André Pieyre de Mandiargues nació en una familia de tradición calvinista, hijo de un padre originario del Languedoc y de una madre normanda. Uno de sus abuelos fue Paul Bérard, amigo y coleccionista de numerosos impresionistas.
Comenzó estudios de literatura antes de apasionarse por la arqueología, y especialmente por la civilización etrusca, lo que le llevó a visitar Italia y la cuenca mediterránea. Durante la Segunda Guerra Mundial se refugió en Mónaco, donde publicó su primera colección de poesía. Retornó a París en  1945, donde conoció dos años después a la pintora Bona Tibertelli de Pisis (1926-2000), sobrina del pintor italiano Filippo de Pisis, con la que contrajo matrimonio en 1950. En esta época se vincula a André Breton y frecuenta a los surrealistas, pero su escritura preciosista y singular escapa a su influencia.
André Pieyre de Mandiargues obtuvo en 1967 el prestigioso Premio Goncourt, con su novela La marge (titulada en español "Al margen"), cuya acción se desarrolla en una Barcelona canalla y prostibularia. La novela fue llevada al cine, en una película del mismo título, dirigida por Walerian Borowczyk y protagonizada por Sylvia Kristel, aunque no se trata, pese a estos nombres, de una película erótica. Sí lo es, en cambio, Cuentos inmorales, película de 1974 del propio Borowczyk con guion de Pieyre de Mandiargues, que adaptó una de sus novelas cortas para el argumento de uno de los episodios de que se compone el film. También una de las novelas más conocidas del autor, La motocicleta, fue adaptada al cine en 1968 por Jack Cardiff, con el título The girl on the motorcycle y protagonismo de Marianne Faithfull.
Pieyre de Mandiargues recibió en 1979 el Grand Prix de Poésie de la Academia Francesa. Fue traductor al francés de numerosos autores extranjeros, entre ellos Octavio Paz, W. B. Yeats, Alberto Savinio, Salvador Elizondo o Yukio Mishima. Su profunda relación con la pintura le llevó a presentar antologías de Leonor Fini, Jean Dubuffet, Max Ernst, André Masson, de su propia esposa y de muchos otros artistas.
Su preocupación por el erotismo se manifiesta en sus introducciones a Historia de O, de Pauline Réage (con la que profesaba una gran amistad, como con su marido, Jean Paulhan), y a diversas obras de Pierre Louys. También en su impresionante colección de juguetes eróticos, vibradores y fotos pornográficas antiguas, retratada por el tan citado Valerian Borowczyk en el documental Una colección particular.
André Pieyre de Mandiargues falleció en París el 13 de diciembre de 1991 y sus restos reposan en el Cementerio del Père-Lachaise. Una calle en el XIII Distrito de París recuerda su nombre. Sus archivos y los de su esposa se conservan en el Institut mémoires de l'édition contemporaine (IMEC), en la Abadía de Ardenne, cerca de Caen.

## Obras principales

### Poesía
- Dans les années sordides (En los años sórdidos), 1943; edición ampliada, Gallimard, 1948.

### Cuentos y novela corta
- Le musée noir (El museo negro ), Robert Laffont, 1946.
- Soleil des loups (Sol de los lobos), Robert Laffont, 1951.
- Feu de braise (Fuego de brasa), Grasset, 1959.
- La Marée (La marea) Le Cercle du Livre Précieuux, 1962.
- Mascarets, (Remolinos) Gallimard, 1971.

### Novelas
- Marbre (Mármol), Robert Laffont, 1953.
- L'anglais décrit dans le château fermé (El inglés descrito en el castillo cerrado), con el pseudónimo "Pierre Morion", 1953; con su propio nombre, Gallimard, 1979. Ed. esp., Tusquets, col. "La sonrisa vertical", 1980.
- Le lis de mer (El lirio de mar), Robert Laffont, 1956.
- La motocyclette, Gallimard, 1963.
- La marge (El margen), Gallimard, 1967. Premio Goncourt. Ed. esp.: Al margen, Bruguera, col. "Libro amigo", 1981, trad. Ricardo Cano Gaviria.
- Tout disparaîtra (Todo desaparecerá), Gallimard, 1987.
- Monsieur Mouton (Señor Cordero), Fata Morgana, 1995 (póstuma).

### Teatro
- Isabella Morra, Gallimard, 1973.
- La Nuit séculaire, Gallimard, 1979.
- Arsène et Cléopâtre, Gallimard, 1981.